# Battaglia di Yangxia
La battaglia di Yangxia, nota anche come la Difesa di Yangxia, fu il più grande impegno militare della rivoluzione Xinhai.
Fu combattuta dal 18 ottobre al 1º dicembre 1911, tra i rivoluzionari della rivolta di Wuchang e gli eserciti lealisti della dinastia Qing. La battaglia fu condotta a Hankou e Hanyang, che insieme a Wuchang formano collettivamente le tre città di Wuhan nella Cina centrale. Sebbene fossero meno numerosi degli eserciti Qing e possedessero meno armi, i rivoluzionari combatterono valorosamente in difesa di Hankou e Hanyang. Dopo pesanti e sanguinosi combattimenti, le forze lealiste più forti alla fine prevalsero conquistando entrambe le città, ma 41 giorni di resistenza determinata dell'Esercito Rivoluzionario permisero alla rivoluzione di rafforzarsi altrove mentre altre province disertavano dalla dinastia Qing. I combattimenti finirono dopo che il comandante in capo delle forze Qing, il generale Yuan Shikai, accettò un cessate il fuoco e inviò i delegati ai colloqui di pace con i rivoluzionari. I negoziati politici alla fine portarono all'abdicazione dell'ultimo imperatore, alla fine della dinastia Qing e alla formazione di un governo di unità per la nuova Repubblica di Cina.

## Contesto strategico

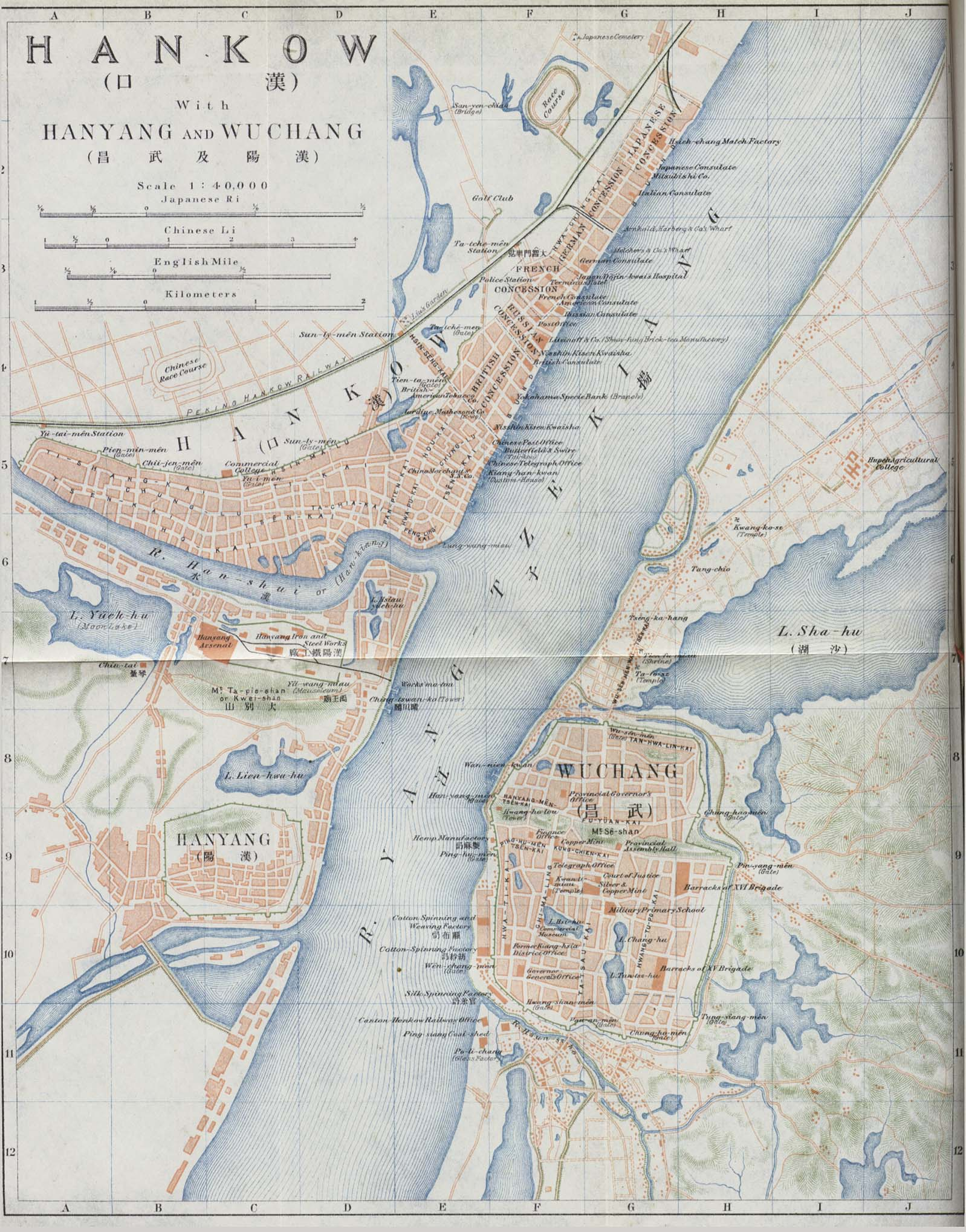
Mappa del 1915 delle tre città di Wuhan, con Hankou in alto a sinistra, Hanyang in basso a sinistra e Wuchang, attraverso il fiume Yangtze a destra. Hankou e Hanyang sono divisi dal fiume Han. La stazione di Dazhimen (Ta-tche-men) si trova sulla ferrovia Pechino-Hankou, a Hankou. La zona verde appena a sud del fiume Han rappresenta le altezze di Guishan (Kwei-shan) di Hanyang.

Il 10 ottobre 1911, i rivoluzionari di Wuchang lanciarono una rivolta contro la dinastia Qing. Occuparono rapidamente Hankou e Hanyang, sulla riva nord del fiume Yangtze, e fecero di Li Yuanhong il loro comandante. Il 14 ottobre, la corte Qing a Pechino ordinò a Yinchang e Feng Guozhang di guidare il Corpo d'armata del Pei-yang (detto anche "Esercito Beiyang"), l'unità militare più forte del regime, contro la rivolta di Wuhan. A Sa Zhenbing, comandante della Marina Qing, fu ordinato di salpare da Qinhuangdao a Shanghai e poi risalire il fiume Yangtze fino a Wuhan per assistere nelle operazioni militari. La corte Qing richiamò anche Yuan Shikai, il fondatore dell'Esercito Beiyang, dal pensionamento e lo nominò viceré di Huguang, ma non gli affidò inizialmente poteri formali. Yuan era stato costretto al ritiro nel 1908 perché la corte temeva che esercitasse un'indebita influenza.

## La battaglia di Hankou

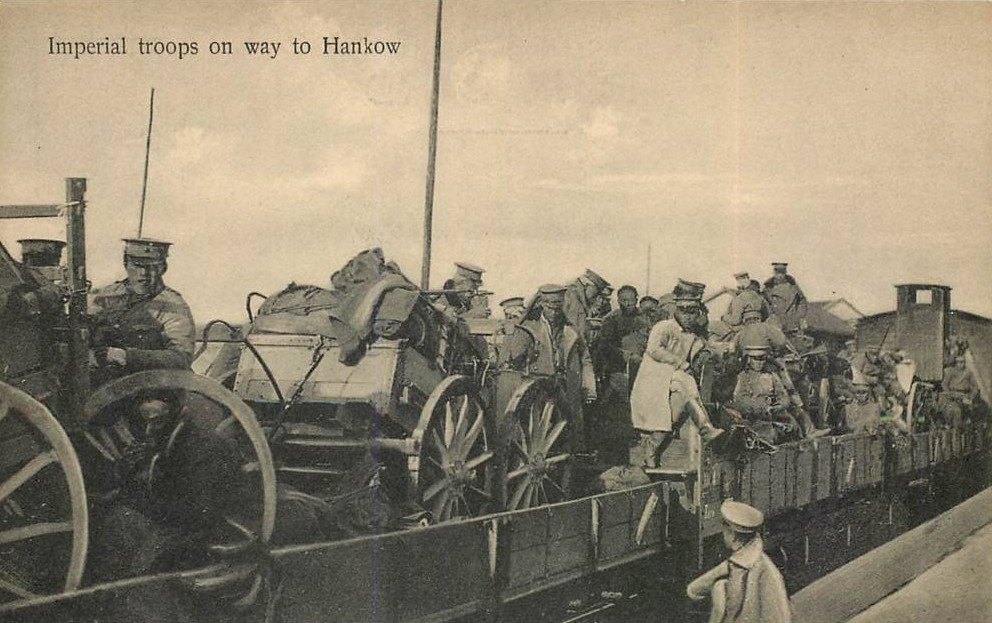
L'esercito imperiale Beiyang che viaggia su rotaia per riconquistare Hankou.

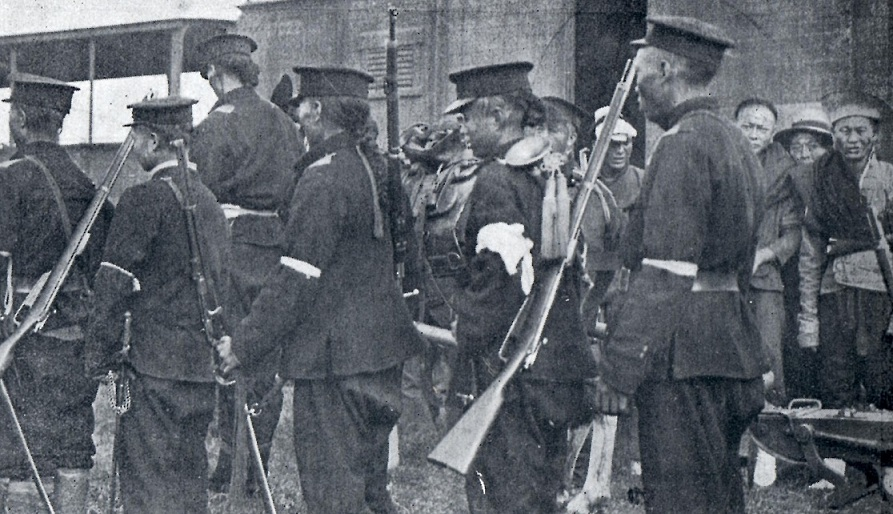
Soldati dell'Esercito Rivoluzionario che marciano davanti agli abitanti di Wuchang.

Yinchang, un nobile Manciù, raggiunse Hankou per ferrovia e tentò di prendere il controllo della periferia nord della città. Il 18 ottobre più di 1 000 combattenti rivoluzionari attaccarono Liujiamiao, una stazione ferroviaria a guardia dell'approccio settentrionale a Hankou, ma furono respinti e si ritirarono a Dazhimen. Nel pomeriggio i rivoluzionari si raggrupparono e, con l'aiuto di ferrovieri, hanno teso un'imboscata a un treno che trasportava truppe Qing in direzione sud. Il treno deragliò e fece fuggire le truppe Qing, e più di 400 furono uccise dai rivoluzionari. Il giorno seguente le forze rivoluzionarie, integrate da volontari entusiasti, crebbero fino a oltre 5 000 e catturarono Liujiamiao. I rivoluzionari del 20 ottobre cercarono di proseguire verso Wushengguan più a nord, ma sono stati respinti con gravi perdite. Tuttavia, la loro vittoria a Liujiamiao aumentò il morale del movimento rivoluzionario. Il 22 ottobre Hunan e la provincia dello Shaanxi dichiararono entrambi la propria indipendenza dal regime Qing.
In seguito alla battuta d'arresto di Liujiamiao, la corte Qing tolse Yinchang dal comando e consegnò il potere formale a Yuan Shikai, i cui luogotenenti dell'Esercito Beiyang, Feng Guozhang e Duan Qirui, guidarono rispettivamente la 1ª e la 2ª armata su Wuhan. Il 26 ottobre, l'Esercito Beiyang si spostò rapidamente a sud con la ferrovia e attaccò la periferia nord di Hankou con artiglieria pesante e mitragliatrici. I rivoluzionari subirono oltre 500 morti in azione e furono anche ostacolati dalla leadership indecisa di Zhang Jingliang, che era sospettato di collaborare con il governo Qing. I rivoluzionari persero e poi riguadagnarono Liujiamiao, per poi perderla definitivamente contro le truppe Qing il 27 ottobre. Gli eserciti Qing entrarono in città e le due parti si impegnarono in feroci combattimenti casa per casa.
Il 28 ottobre Huang Xing e Song Jiaoren, due leader del Tongmenghui o Alleanza Rivoluzionaria, arrivarono a Hankou da Shanghai per sostenere i rivoluzionari. Il 29 Huang portò oltre 1 000 rinforzi a Wuchang, che aveva resistito a 6 000 rivoluzionari contro le forze superiori dei Qing. A causa di armi inferiori i rivoluzionari subirono gravi perdite, ma furono sostenuti da residenti locali. Per rappresaglia, Feng Guozhang ordinò la demolizione di Hankou. Il fuoco bruciò per tre giorni e distrusse gran parte della città. Dal 1º novembre le truppe Qing controllarono Hankou. Entrambe le parti subirono perdite a migliaia.

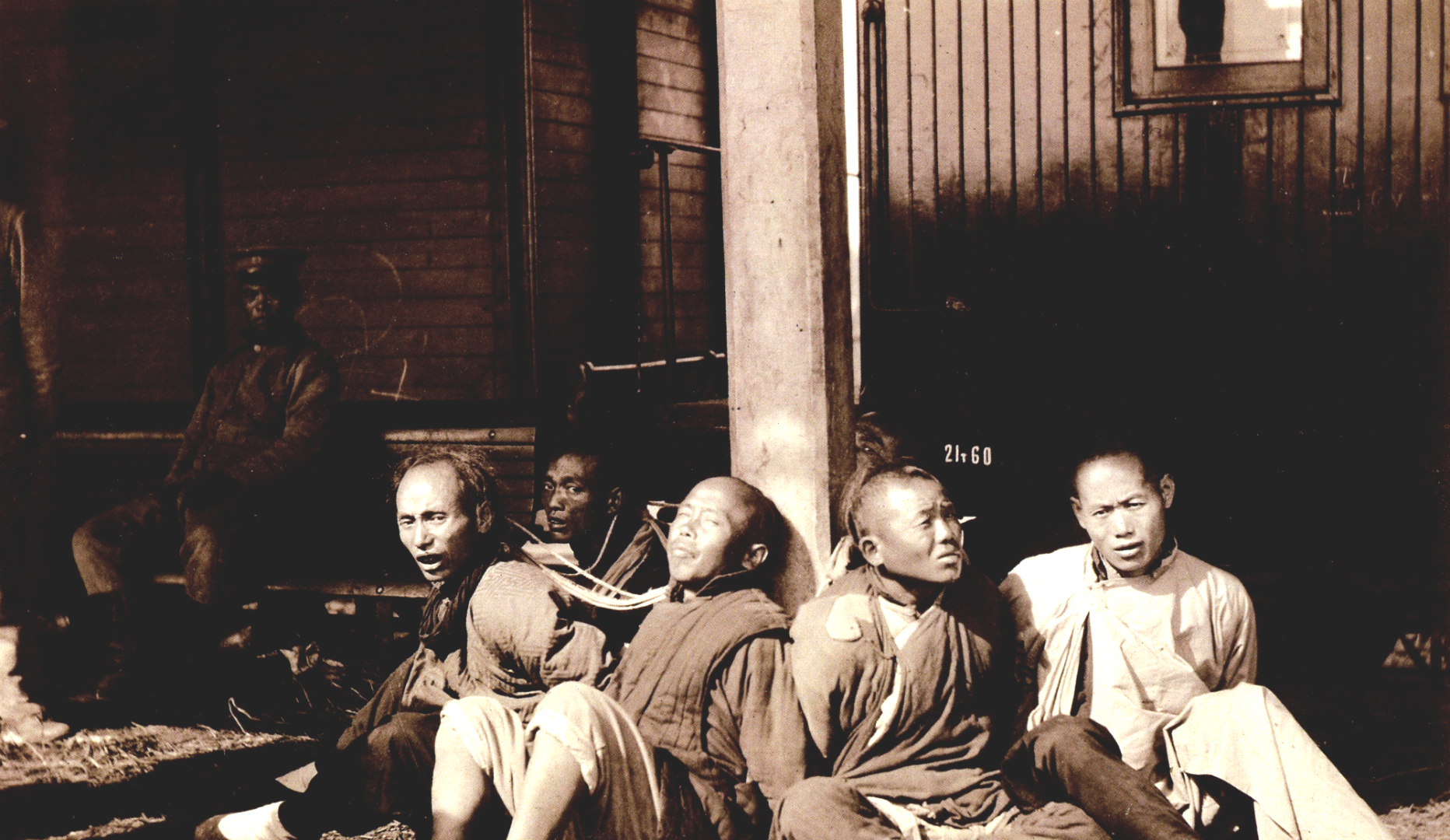
Soldati catturati dell'Esercito Rivoluzionario a Hankou.

Il 3 novembre Li Yuanhong consegnò il comando delle forze rivoluzionarie a Huang Xing. La loro forza fu potenziata dall'arrivo dei rivoluzionari dallo Hunan. A quel punto 11 province si erano staccate dal regime Qing. Anche la Marina Qing aveva disertato, inviando alcune navi per assistere l'assedio dell'Esercito Rivoluzionario del Jiangsu-Zhejiang a Nanchino e altre navi per sostenere i rivoluzionari a Wuhan. A Hanyang i rivoluzionari disponevano di 13 000 soldati schierati contro 30 000 truppe Qing attraverso il fiume Han a Hankou. Huang Xing, contro il consiglio di Sun Wu e di altri che preferivano difendere Hanyang, tentò di riprendere Hankou. Yuan Shikai, dall'altra parte del fiume, era determinato a sfruttare il vantaggio locale dell'esercito Qing per fermare lo slancio della rivoluzione a livello nazionale. Il 17 novembre i rivoluzionari bombardarono Hankou dalle alture di Guishan a Hanyang e attraversarono il fiume Han in un attacco su due fronti. L'artiglieria dei rivoluzionari era imprecisa e il loro fianco destro era bloccato da una raffica di artiglieria dell'esercito di Qing. Il fianco sinistro attraversò il fiume da solo, incontrò una forte resistenza da parte delle forze Qing superiori e fu costretto a ritirarsi la sera del 18, dopo aver subito oltre 800 vittime.

## La battaglia di Hanyang

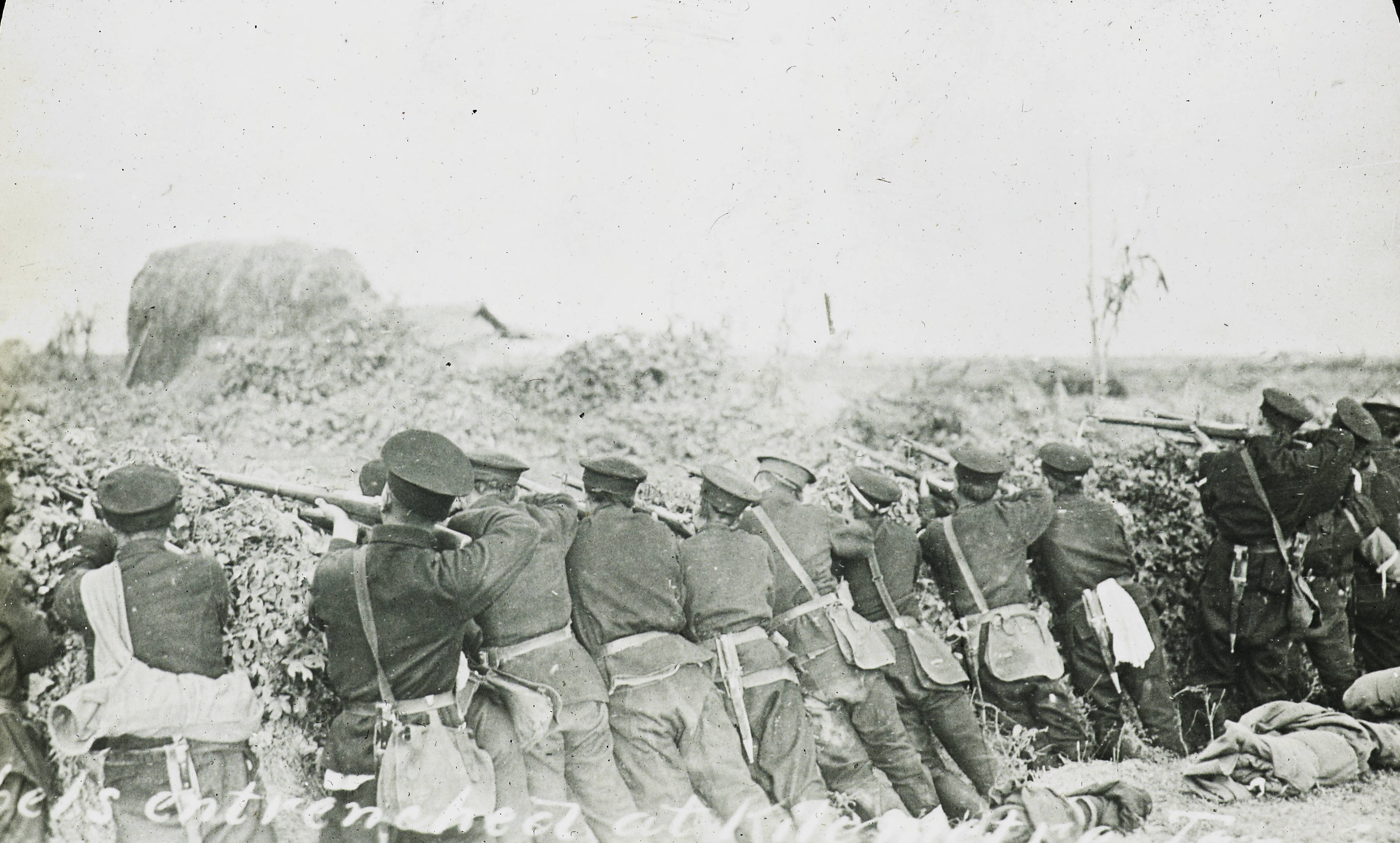
L'Esercito Rivoluzionario spara da posizioni trincerate a Shilipu a Hanyang.

Il 21 novembre gli eserciti Qing lanciarono la loro invasione di Hanyang. Una forza aggirò la difesa dei rivoluzionari colpendo da Xiaogan più a ovest. Le due parti si scontrarono con Sanyanqiao. Il 22 novembre un'altra forza Qing riuscì ad attraversare il fiume Han da Hankou e alla fine conquistò le altezze strategiche di Hanyang. I rivoluzionari inviarono due volte rinforzi da Wuchang attraverso il fiume Yangtze a Hanyang, ma subirono gravi perdite lungo il percorso. Un altro gruppo di rivoluzionari a Wuchang progettò di attraversare il fiume Yangtze per Hankou e quindi attaccare Liujiamiao dietro le linee Qing, ma il comandante di questo gruppo era ubriaco e non si unì alla forza d'assalto, che affrontò pesanti sbarramenti di artiglieria Qing dalla sponda opposta e non poté sbarcare. I rinforzi dello Hunan erano così disgustati da ciò che percepivano come sforzi dei rivoluzionari dello Hubei per preservare la loro forza, che lasciarono le linee del fronte e tornarono nello Hunan, nonostante gli sforzi di Li Yuanhong per chiarire l'incomprensione. Dopo sette giorni e notti di accaniti combattimenti casa per casa, le forze Qing si fecero gradualmente strada nel centro della città, conquistando la fabbrica di munizioni di Hanyang e le posizioni di artiglieria dei rivoluzionari su Guishan. Il 27 novembre i rivoluzionari si ritirarono da Hanyang. Oltre 3 300 combattenti e residenti rivoluzionari erano morti difendendo Hanyang.

## Cessate il fuoco

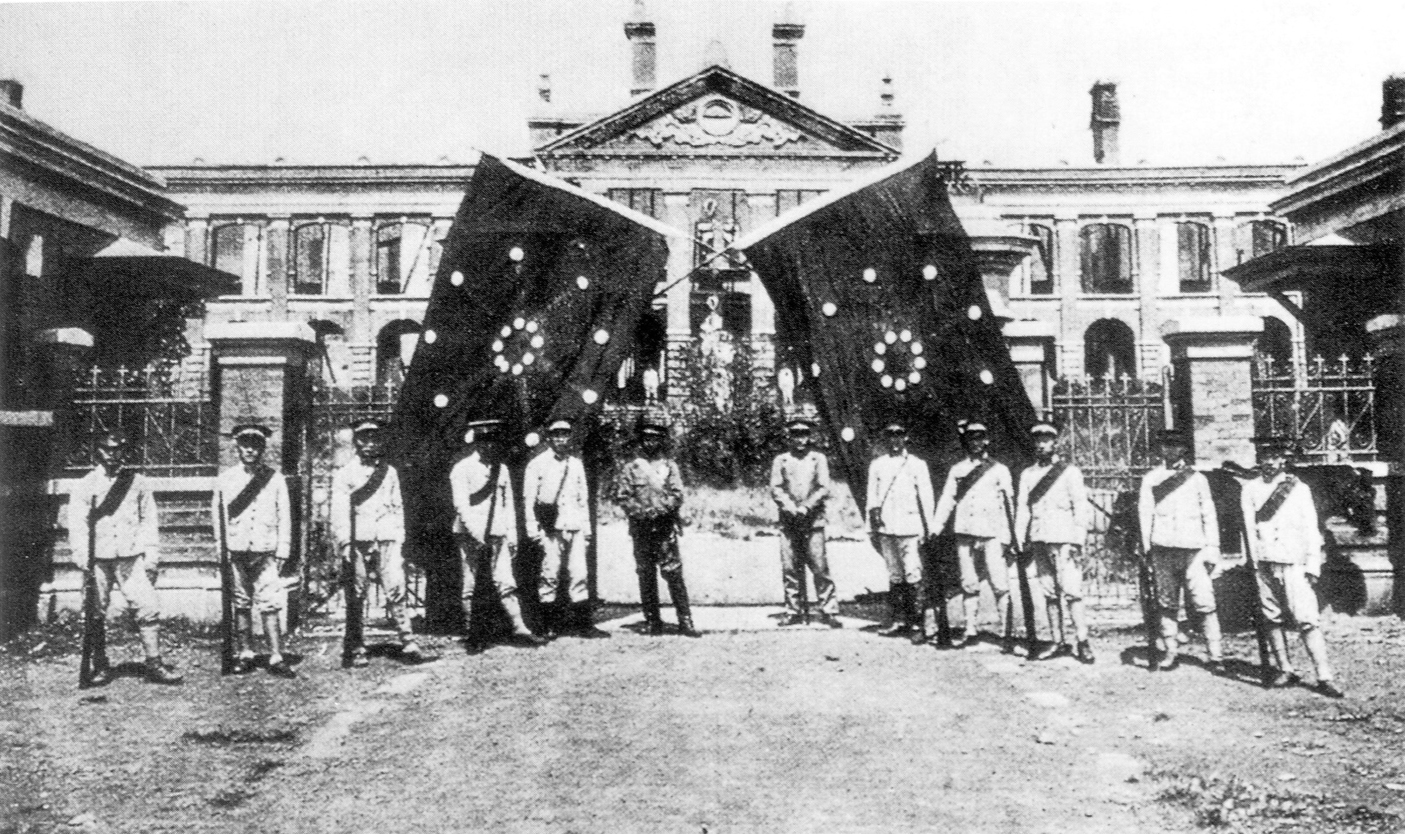
L'Esercito Rivoluzionario con la bandiera dell'esercito a 19 punti, fuori dal quartier generale del governo militare della Repubblica di Cina a Wuchang nel 1911.

Alla fine di novembre Feng Guozhang e Duan Qirui prepararono e presentarono piani a Yuan Shikai per prendere Wuchang. A quel punto, nonostante i successi Qing a Wuchang, il Sichuan si era separato dal regime e i rivoluzionari stavano minacciando di prendere Nanchino e lo Shanxi. La sera del 1º dicembre Yuan Shikai acconsentì a un cessate il fuoco di tre giorni e iniziò i colloqui con i rivoluzionari di Hankou. Il cessate il fuoco fu prolungato di altri tre giorni, poi di 15 giorni e infine fino alla fine di dicembre. Il 18 dicembre Yuan inviò delegati a nome della corte di Qing ai negoziati a Shanghai. Il 25 dicembre 1911, Sun Yat-sen tornò a Shanghai dall'esilio e fondò la Repubblica di Cina il 1º gennaio 1912. Accettò di consegnare la presidenza del governo provvisorio a Yuan Shikai in cambio dell'assistenza di quest'ultimo nel garantire l'abdicazione dell'ultimo imperatore Qing. Quando ciò avvenne il 12 febbraio 1912, la dinastia Qing terminò formalmente il suo regno di 267 anni in Cina.
Con il cessate il fuoco del 1º dicembre 1911, il conflitto si spostò dall'arena militare a quella politica. Questa fu una decisione calcolata politicamente di Yuan Shikai, il quale comprese che se la rivoluzione, che lo aveva reso indispensabile al regime, fosse stata completamente soppressa, sarebbe stato nuovamente destinato alla pensione. Allo stesso tempo, nella battaglia di Yangxia, aveva dimostrato che il suo Esercito Beiyang era la forza armata più potente in Cina. Con il suo potere personale al culmine, scelse di manovrare politicamente per posizionarsi ai vertici del nuovo regime politico.

## Significato e conseguenze

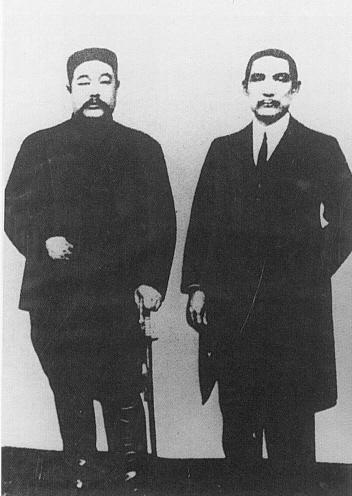
Li Yuanhong e Sun Yat-sen a Wuchang nell'aprile del 1912 dopo che la Rivoluzione Xinhai era riuscita a rovesciare la dinastia Qing.

Durante la battaglia di 41 giorni, altre 13 province cinesi si unirono alla rivoluzione e dichiararono la loro indipendenza dalla dinastia Qing. I colloqui di pace si sono svolti nella concessione britannica di Hankou e poi si sono trasferiti a Shanghai alla fine di dicembre. I negoziati politici alla fine portarono all'abdicazione dell'ultimo imperatore Qing, Pu Yi, e alla formazione di un governo provvisorio unito della Repubblica di Cina guidato dall'ex lealista Yuan Shikai e dai rivoluzionari Sun Yat-sen, Li Yuanhong e Huang Xing. Nell'ottobre 1912 Yuan conferì onori ai comandanti di entrambe le parti della battaglia per il loro contributo alla fondazione della Repubblica. Un monumento commemorativo a Wuhan fu costruito per commemorare coloro che persero la vita, tra cui 4 300 soldati sconosciuti, nella battaglia.

## Galleria d'immagini
L'artista di guerra giapponese T. Minyano creò una serie di illustrazioni litografiche della battaglia, che furono stampate in Giappone nel 1920. 

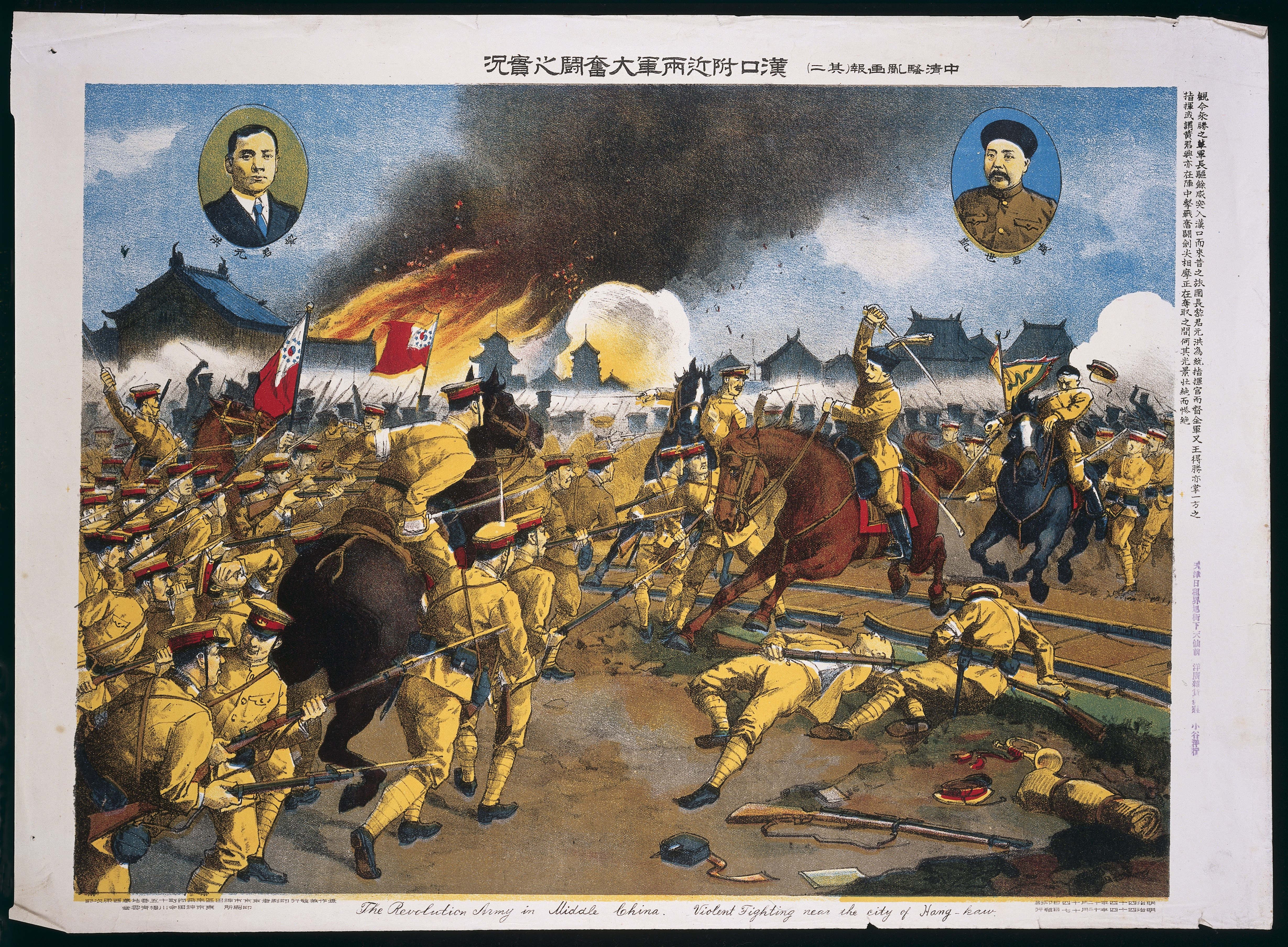
Battaglia di Hankou
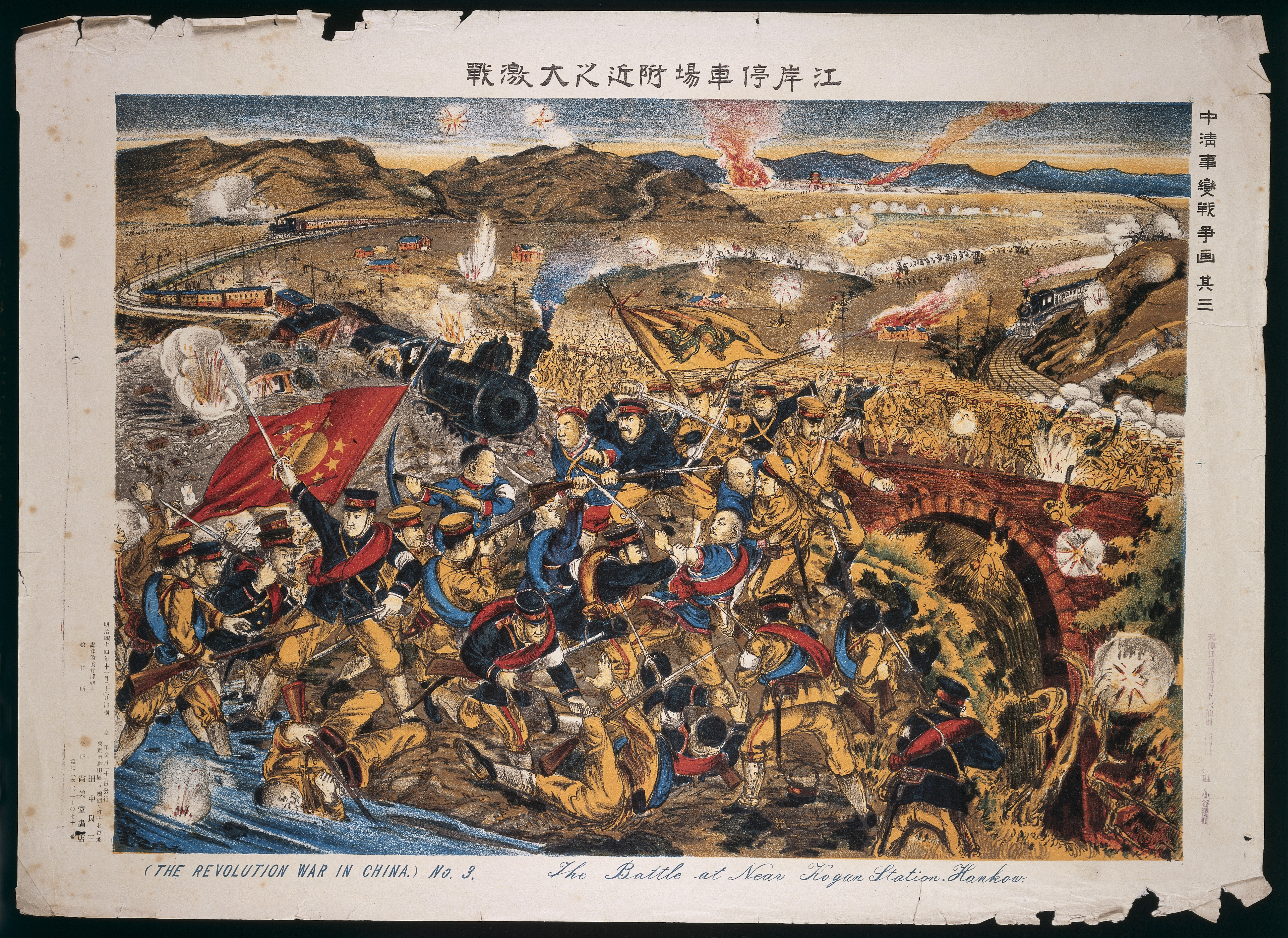
Agguato delle forze imperiali a Liujiamiao.
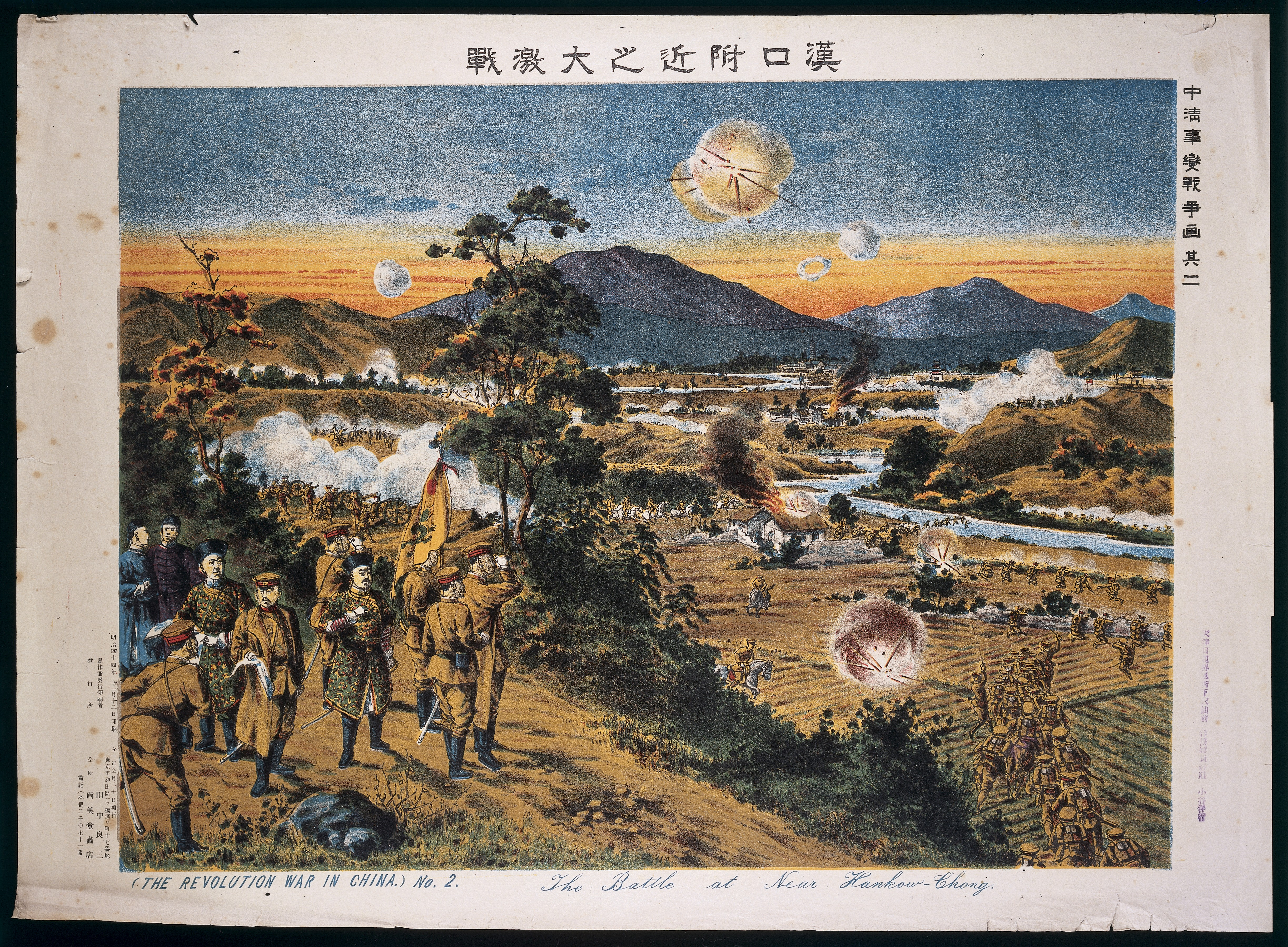
Battaglia di Hankou dalle linee dell'esercito imperiale.
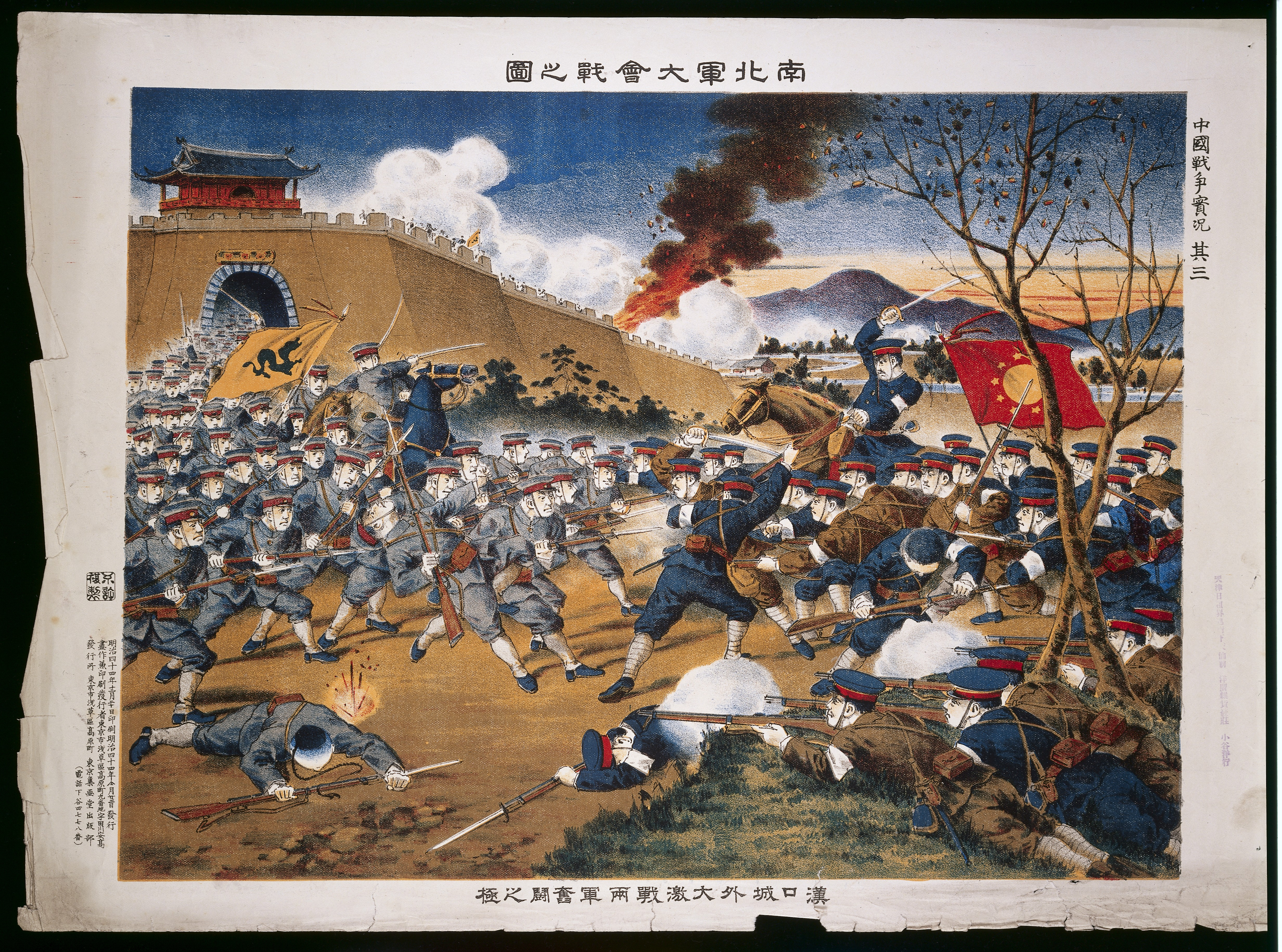
Battaglia di Hankou (2)
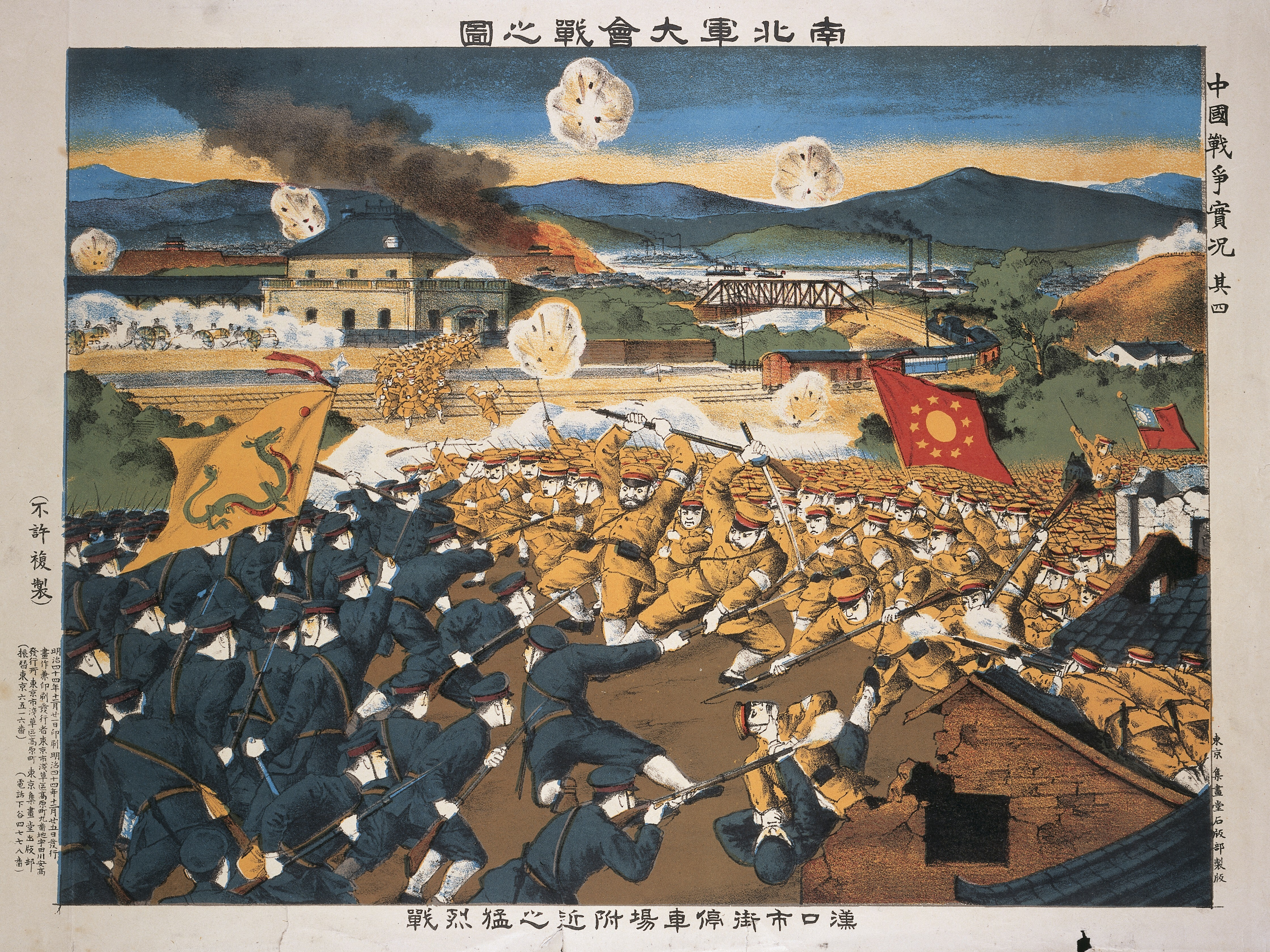
Combattimenti nei cantieri ferroviari di Hankou
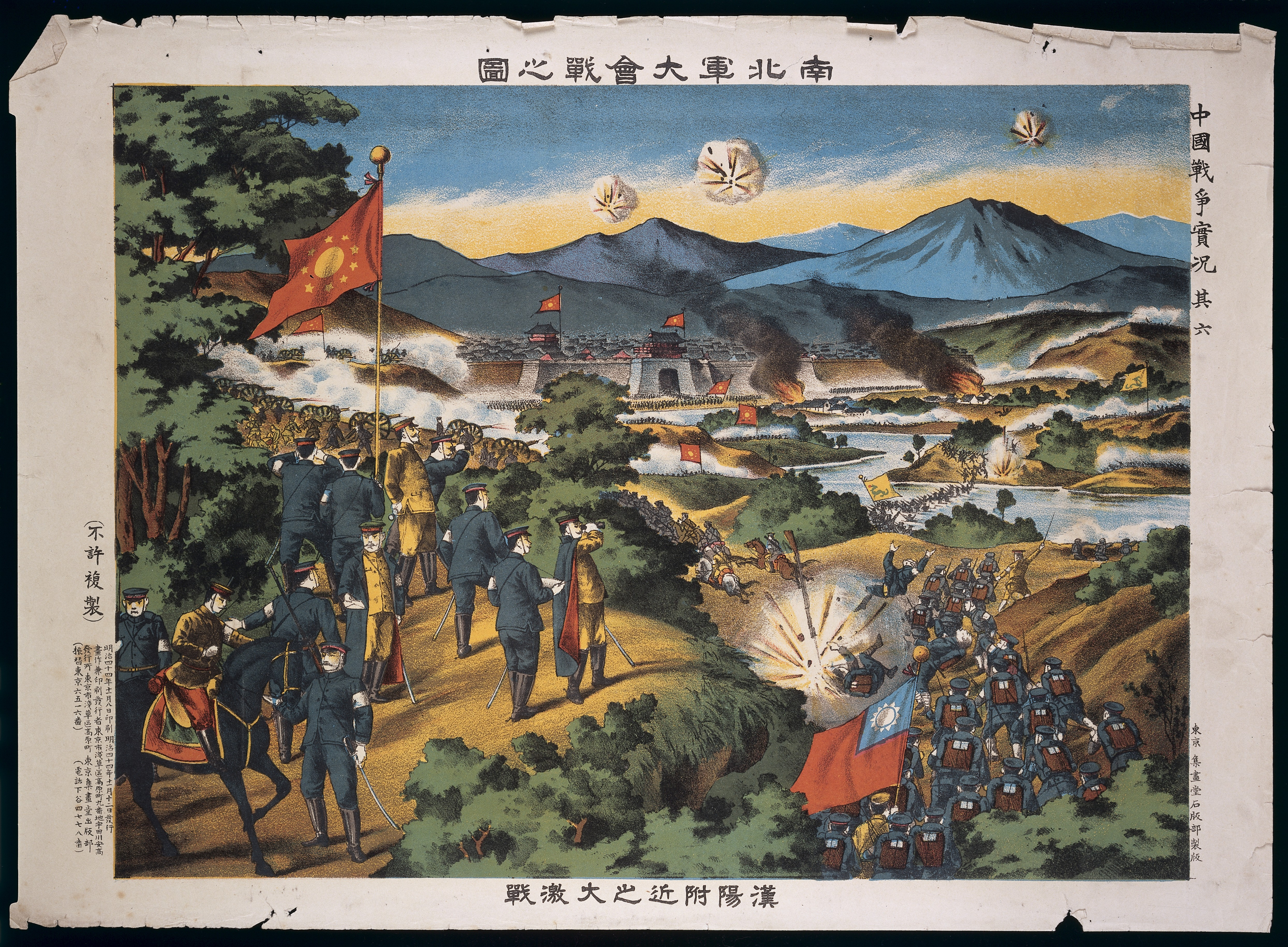
Combattimento vicino a Hanyang
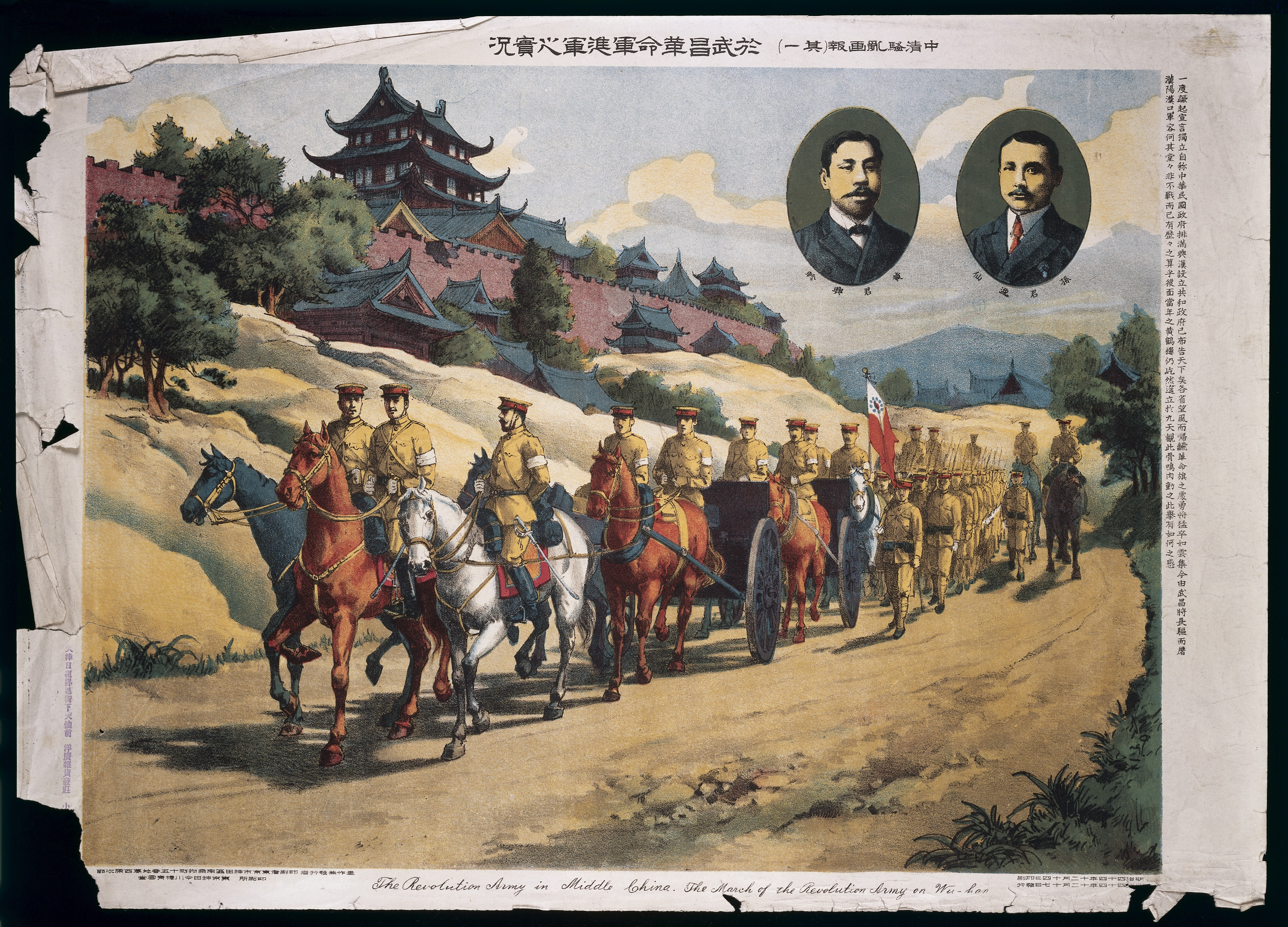
L'esercito rivoluzionario marcia su Wuchang